# Külső-tó
A Külső-tó a Tihanyi-félsziget területén elterülő, tengerszint felett 116 méter magasan fekvő, elmocsarasodott mélyedés, mely a félszigetet felépítő egykori vulkán főkráteréből alakult ki. A tó a közvetlenül a Balaton-felvidéki Nemzeti Park részét alkotó Tihanyi-félsziget szigorúan védett nem látogatható területe. A környékbeli magaslatokról azonban kiválóan megfigyelhető. Érdekes a geomorfológiai helyzete és gazdag élővilága.

## Fokozottan védett terület
Maga a Külső-tó az egykori lecsapolt állapotából az immár több évtizedes élőhely-rekonstrukció révén ismét zavartalan vízi, mocsári élőhellyé alakult. A parti madarak és nádi énekesek mellett, a fokozottan védett nyári lúd fészkelőhelye.